# Sydlangelands Maritime Efterskole
Sydlangelands Maritime Efterskole (SME) var en maritim efterskole beliggende i Bagenkop på Langeland. Der var 3 linjer på skolen. En maritim-, sejlads- og actionlinje. Skolen ændrede navn til Actionefterskolen, men lukkede efter et par år i 2014. Der arbejdes efter denne lukning på at få skolen i gang igen, således at den er åben til skoleåret 2016-2017. Når skolen igen er i drift, bliver det formentlig uden en actionlinie. Målet er derimod at tilpasse den gamle maritime ånd til nutiden, og igen at give de unge mennesker et udgangspunkt til videre uddannelse inden for det maritime. 
Initiativet til at genskabe Sydlangeland Maritime Efterskole er taget af tidligere elever. Den nuværende bestyrelse, der blandt andet tæller skolens stifter og mangeårige forstander Knud Gether, startede i efteråret 2014 arbejdet på at genrejse Sydlangelands Maritime Efterskole.
Dette lykkedes desværre ikke.